# Ozzy & Drix
Ozzy & Drix (o anche in originale The Fantastic Voyage Adventures of Osmosis Jones & Drixenol) è un cartone animato prodotto da Warner Bros. basato sul film Osmosis Jones.

## Trama
All'inizio della serie, apparentemente un anno dopo gli eventi del film, nel corpo di Frank DeTorre, il globulo bianco Osmosis "Ozzy" Jones e la pillola antiinfiammatoria Drixenol "Drix" inseguono un batterio della scarlattina. Durante l'inseguimento, i tre vengono risucchiati da una zanzara dal corpo di Frank e trasportati in quello di un ragazzo, chiamato Hector Cruz. 
Dopo aver sconfitto il virus ed essersi sistemati nella loro nuova casa, Ozzy e Drix vengono assunti come investigatori privati, promettendo di proteggere Hector e di aiutarlo anche attraverso le prove dell'adolescenza lungo la strada.

## Differenze con il film
A differenza del film originale, Ozzy & Drix non contiene segmenti in live action, e presenta doppiatori diversi (sia in originale che in italiano). La serie è anche meno violenta e contiene meno umorismo per adulti rispetto al film. Sono presenti inoltre incoerenze e cambiamenti rispetto al film originale. All'inizio della serie, ad esempio, Frank ha ripreso le sue malsane abitudini alimentari, divenendo obeso, nonostante alla fine del film avesse accolto i consigli della figlia per una vita salutare. Leah, la fidanzata di Ozzy, e Shane, la figlia di Frank, non compaiono nella serie e non vengono neppure menzionate. Nel primo episodio, Ozzy dice a Drix che se catturano il batterio della scarlattina otterranno una promozione, eppure sono già stati dichiarati eroi per aver salvato Frank alla fine del film.

## Personaggi
Oltre ai protagonisti Ozzy e Drix, tra i personaggi positivi ricorrenti figurano Maria Amino, un globulo bianco ispanica altamente abile nel combattimento che diventa la fidanzata di Drix; Paul Spryman, l'immaturo sindaco adolescente della città di Hector; Chief Gluteus, burbero capo della polizia della città; Ellen Patella, un avvocato che aiuta le cellule a trovare case e per cui Ozzy ha una cotta; e il Brain Cell Advisors, consiglieri che aiutano il sindaco Spryman a dirigere la città.
Di seguito la lista completa dei personaggi positivi e negativi della serie.

### Personaggi principali
- Osmosis "Ozzy" Jones
- Drixenol "Drix" Koldreliff
- Maria Amino
- Sindaco Paul Spryman
- Ellen Patella
- Capo Gluteus
- Hector Cruz (alias Hector City/The City of Hector)
- Christine
- La Talpa
- Sticky Flagella
- Penicillin G
- Dander
- Backseat
- Roletta
- Brittany Estrogen
- Drixeen
- Celia Tyson
- Sindaco Santorini
- Aunti Histamine
- Ricardo Amino

### Cattivi
- Scarlet Fever
- Ernst Strepfinger
- Rhoda Virus
- Protozilla
- Smirch
- Nick O' Teen
- Sal Monella
- Sylvian Fisher
- General Malaise
- Professor Nightmare
- Chief Maximus
- Il Pneumoniaco
- Mother Worm
- Shane
- Stickety
- Cryo
- Billy Bob Bile
- Mitosis Jones

## Doppiatori italiani
- Osmosis "Ozzy" Jones - Simone D'Andrea
- Drixenol "Drix" Koldreliff - Diego Sabre
- Maria Amino - Paola Della Pasqua
- Sindaco Paul Spryman - Renato Novara
- Capo Gluteus - Oliviero Corbetta
- Hector Cruz - Massimo Di Benedetto
- Christine - Giuliana Atepi

## Episodi

### Stagione 1: 2002-2003
1. Home With Hector
2. Reflex
3. Strep-Finger
4. A Lousy Haircut
5. Oh My Dog
6. Street Up
7. Gas of Doom
8. Where There's Smoke
9. The Globfather
10. Ozzy Jr.
11. Growth
12. Sugar Shock
13. The Dream Factory

### Stagione 2: 2003-2004
14. An Out of Body Experience Part 1
15. An Out of Body Experience Part 2
16. Lights Out!
17. The Conqueror Worm
18. Puberty Alert
19. Tricky Ricardo
20. Aunti Histamine
21. A Growing Cell
22. A Cold Day in Hector
23. Supplements 
24. Double Dose 
25. Nature Calls
26. Cavities